# Feketefejű csicsörke
A feketefejű csicsörke (Serinus nigriceps)  a madarak osztályának verébalakúak (Passeriformes) rendjébe és a pintyfélék (Fringillidae) családjába tartozó faj.

## Rendszerezése
A fajt Eduard Rüppell német természettudós és kutató írta le 1840-ben.

## Előfordulása
Afrika keleti részén, Etiópia felföldön honos. Természetes élőhelyei a szubtrópusi és trópusi magaslati gyepek és cserjések. Állandó, nem vonuló faj.

## Megjelenése
Testhossza 13 centiméter.

## Természetvédelmi helyzete
Az elterjedési területe nem nagy, egyedszáma viszont stabil. A Természetvédelmi Világszövetség Vörös listáján nem fenyegetett fajként szerepel.